# Colias nebulosa
Colias nebulosa — вид денних метеликів родини біланових (Pieridae). Поширений в горах Китаю.

## Опис
Colias nebulosa набагато темніший за Colias sifanica; переднє крило без середньої плями, але зі світлою плямою на дистальному краї; задні крила майже рівномірно чорні, з великою, помітною, світло-жовтою середньою плямою та світлими променями на жилках.

## Підвиди
- C. n. nebulosa — Сичуань
- C. n. karoensis Hoshiai & Rose, 1998 — південь Тибету
- C. n. niveata Verity, [1909] — Цінхай
- C. n. pugo Evans, 1924 — Південно-Східний Тибет
- C. n. richthofeni O. Bang-Haas, 1927 — гори Ціляньшань, гори Кукунор
- C. n. sungpani O. Bang-Haas, 1927 — Сичуань, Ганьсу